# Terremoto de Caylloma de 2016
El terremoto de Caylloma de 2016 fue un movimiento telúrico de magnitud 5 que ocurrió el 14 de agosto de 2016 a las 10:00 (hora de Perú UTC-5) con epicentro en la localidad de Chivay, frente a la provincia de Caylloma a 10 km del distrito homónimo, en el departamento de Arequipa.

## Desarrollo
La noche del 14 de agosto de 2016, se registró un terremoto de 5.3 grados en el distrito de Chivay, dentro de la provincia de Caylloma al nororiente de Arequipa. Los pueblos del valle del Colca se vio especialmente afectado, ya que las rutas de comunicación vial fueron bloqueadas por los derrumbes de piedras provenientes de los cerros.
La profundidad del terremoto fue tan solo de 8 km, y sus ondas se sintieron en los distritos de Ichupampa, Chivay, Achoma, Yanque y Coporaque.

## Consecuencias
Se registró cuatro muertos y 67 heridos. Entre los fallecidos, un turista estadounidense de 66 años que fue aplastado por los restos del techo del hotel de Yanque en donde estaba hospedado, en este hotel también se registraron a dos de las otras víctimas mortales, otras fuentes periodísticas elevan el número de fallecidos a 9.
También se registró varias casas y canales de riego afectados. Los heridos tuvieron que ser trasladados de forma provisional a la plaza de Armas de Yanque (el distrito más afectado) porque las autopistas estaban no transitables. En Yanque el 60% de viviendas se vinieron abajo por su condición precaria.
Luego de las labores de rescate el diario El Comercio contabilizó que cuatro personas murieron, 55 resultaron heridas, 2000 fueron afectadas, 383 se derrumbaron parcialmente y 1.195 se volvieron inhabitables.

## Reacciones
El presidente de la República Pedro Pablo Kuczynski expresó mediante su cuenta de Twitter que «estamos llevando ayuda a Caylloma y sus distritos afectados por el sismo. El vicepresidente Martín Vizcarra -además ministro de Transportes- ya está en la zona y el ministro de Defensa lleva ayuda».
La gobernadora regional de Arequipa Yamila Osorio indicó que su región necesita de un puente aéreo para el transporte de heridos en los distritos más afectados.
El Departamento de Estado de los Estados Unidos expresó sus condolencias a los fallecidos, incluido a su ciudadano aunque evitó referirse particularmente a este. La portavoz Elizabeth Trudeau de la administración Obama dijo que están «supervisando la situación y seguimos en contacto cercano con las autoridades peruanas».

## Galería

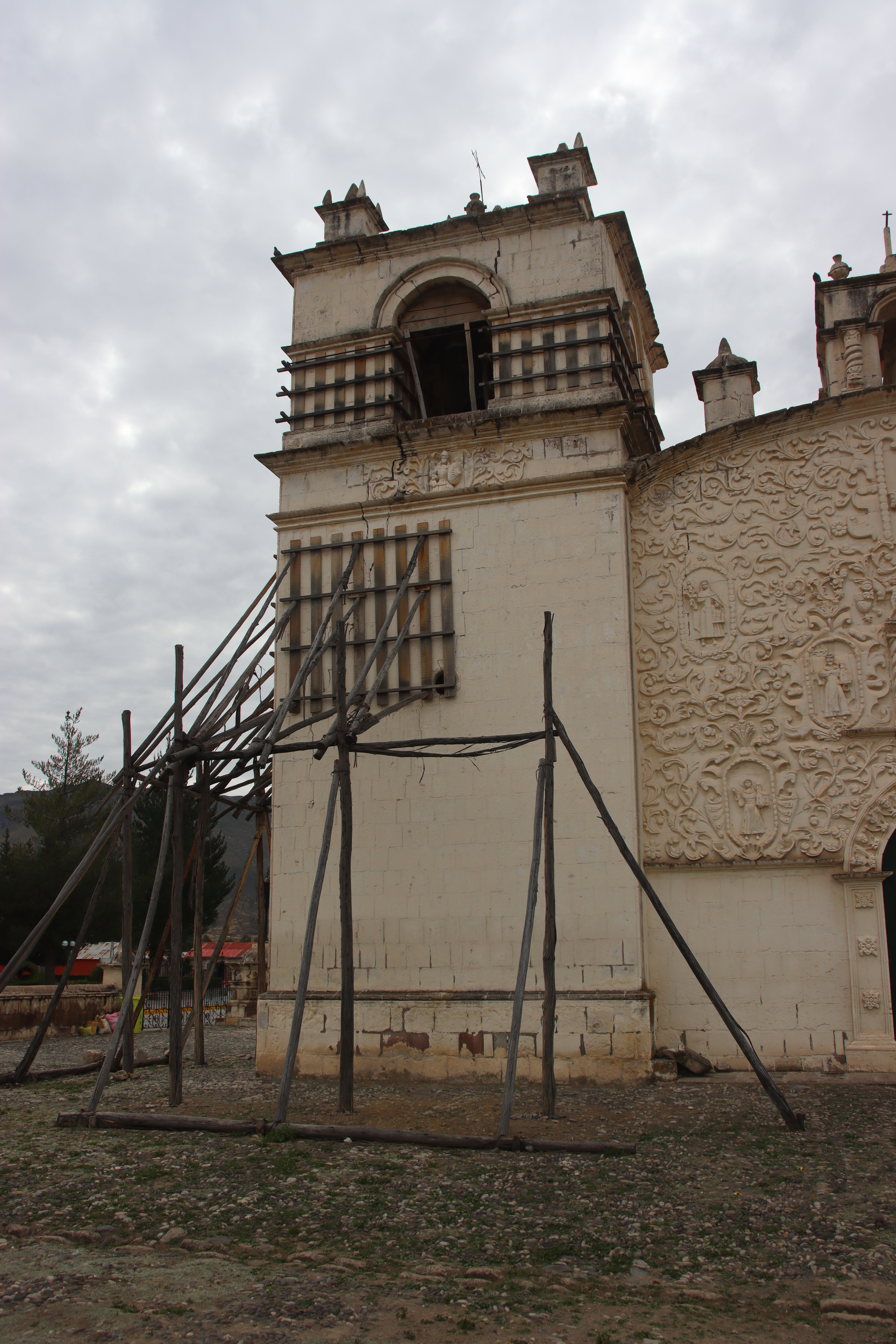
Soportes de la iglesia en Yanque, instalados después del terremoto para prevenir un colapso total del edificio.
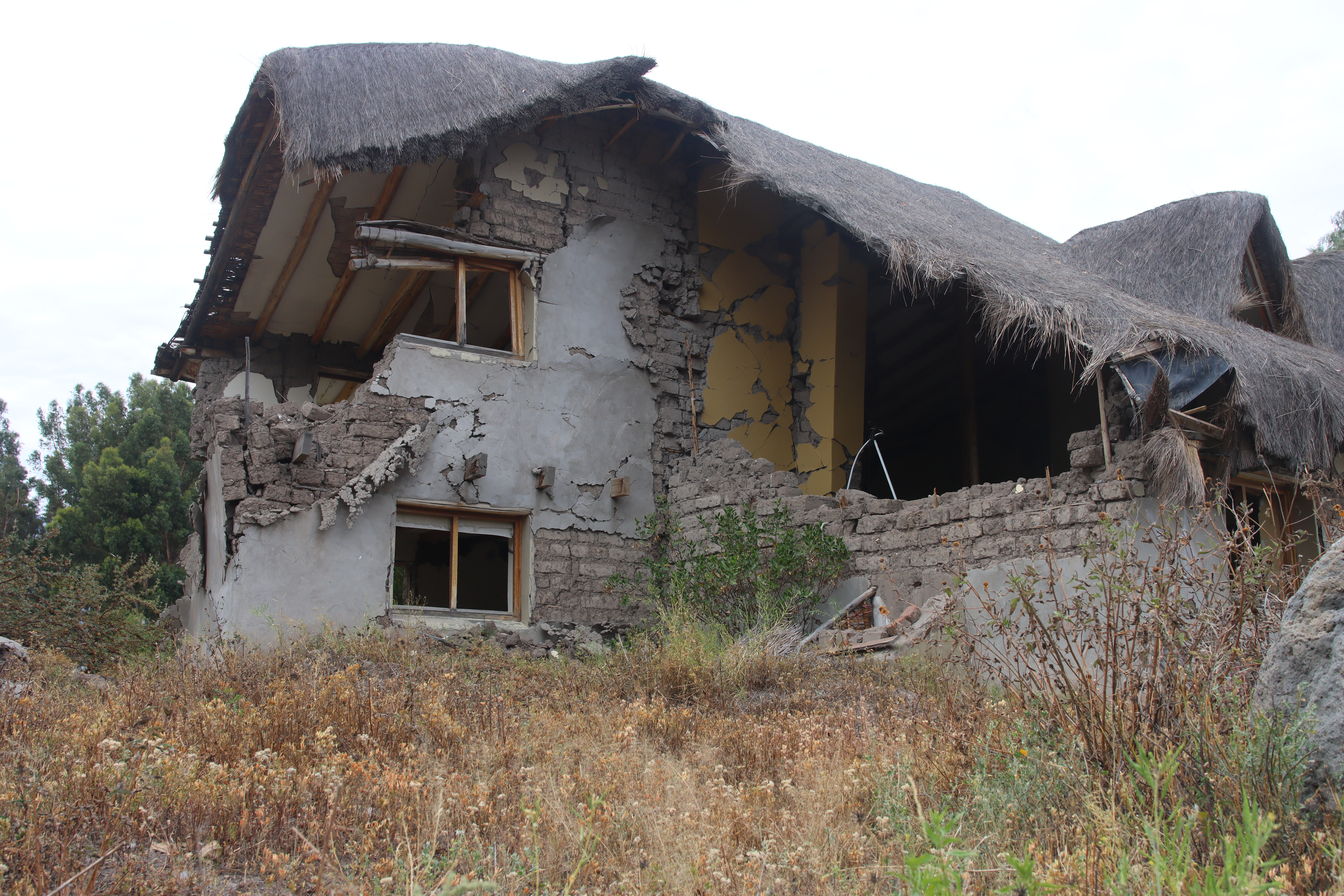
Casa destrozada en Yanque